# منبع (فیلم ۱۹۹۹)
منبع (انگلیسی: The Source (1999 film)) فیلمی در ژانر مستند به کارگردانی چاک ورکمن است که در سال ۱۹۹۹ منتشر شد. از بازیگران آن می‌توان به جانی دپ، دنیس هاپر، و جان تورتورو اشاره کرد.